# Cerambyx ferrugineus
Cerambyx ferrugineus là một loài bọ cánh cứng trong họ Cerambycidae.